# Tschüs

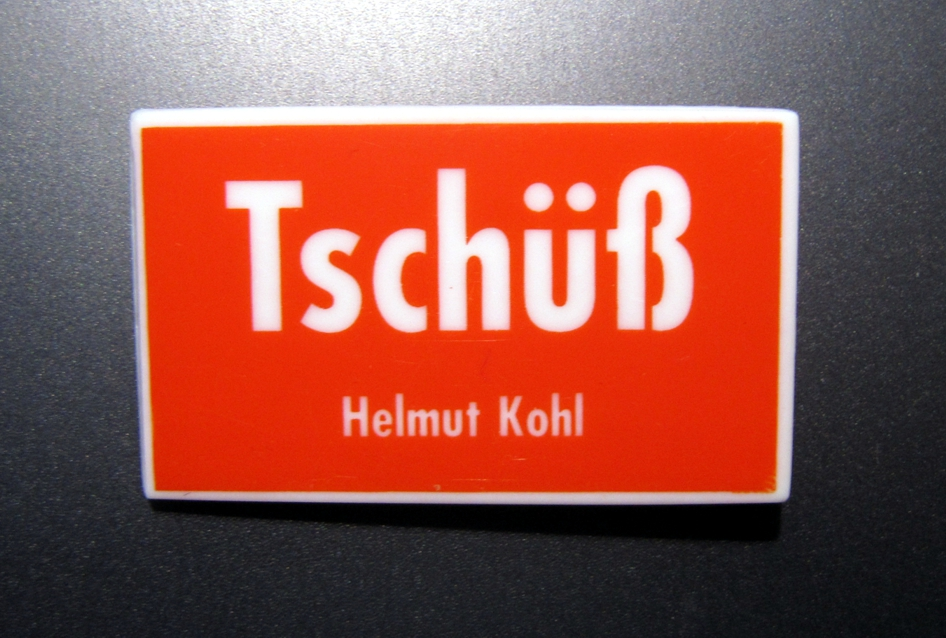
„Tschüß“: Anstecker im Bundestagswahlkampf 1998 von Helmut-Kohl-Gegnern

Tschüs [tʃyːs] (Anhörenⓘ), auch tschüss [tʃʏs] Anhörenⓘ, auch tschü'üs ausgesprochen (mit erstem ü etwas höher als dem zweiten), (veraltete Schreibweise tschüß) ist ein Abschiedsgruß, vereinzelt auch eine Begrüßung.
Tschüs hat sich in Norddeutschland allmählich aus dem bis in die 1940er-Jahre üblichen atschüs entwickelt und findet sich inzwischen – in weitaus stärkerem Ausmaß als die Begrüßung moin – zunehmend auch im hochdeutschen (oberdeutschen) Sprachraum. Besonders im Ostseeraum wird überdies die Form tschüssing verwendet; im Rheinland ist auch die Form tschö, in Schleswig-Holstein die Variante tüüs verbreitet und in weiten Teilen des östlichen Deutschlands auch tschüssi neben anderen Abschiedsformeln.
In gewissen Regionen – wie z. B. in und um Basel – ist tschüss (mit kurzem ü und scharfem s) auch eine Begrüßung.
Tschüs ist dabei ähnlich wie Hallo keineswegs respektlos-umgangssprachlich und ist in allen Gesellschaftsschichten und Altersgruppen gebräuchlich (ähnlich dem süddeutschen und österreichischen Grüß Gott).
Tschüs ist als Lehnwort aus dem romanischen Sprachraum übernommen worden (vgl. adieu, adiós, adeus, ade) und bedeutet damit eigentlich „Gott befohlen“. Einen Hinweis auf die Abstammung des Wortes gibt die oben erwähnte, selten auch heute noch im Norden verwendete ältere Form atschüs (auch adjüs geschrieben, z. B. bei Fritz Reuter (19. Jahrhundert), niederdeutsch), adjüst bei Gorch Fock (frühes 20. Jahrhundert, niederdeutsch) oder adjüüs im niederdeutschen Märchen vom Machandelbaum (1857).

## Ursprung des Wortes

### Quellsprache
Für den Ursprung werden mehrere Quellsprachen angenommen:
- Französisch: Nach diesem Modell ist das Wort tschüs aus französisch adieu für „mit Gott“ oder „Gott befohlen“, genauer gesagt dessen wallonischer Variante adjuus (Aussprache wie adjüüs, also genau wie die Belege aus dem 19. Jahrhundert im Niederdeutschen) entstanden, woraus zunächst atschüs wurde.[1] Ende des 17. Jahrhunderts siedelten sich in Norddeutschland, insbesondere in Bremen und Altona, aus Frankreich geflüchtete Hugenotten an. Mit ihnen kamen einige französische Ausdrücke als Modewörter auch in die plattdeutsche Sprache, vermutlich auch atschüs.
- Spanisch oder Portugiesisch: Norddeutschland, insbesondere Hamburg und Bremen, hatte seit der Hansezeit intensive Handelskontakte mit den Niederlanden, Portugal und Spanien. Nach diesem Modell stammt das Wort tschüs ursprünglich aus dem Spanischen (adiós [aˈðjos]) bzw. dem Portugiesischen (adeus), wurde in den damals spanischen Niederlanden zu atjüs (heute: „aju“ auf Niederländisch) und drang von dort aus in den niederdeutschen Sprachraum ein. Eine Herkunft direkt aus dem Spanischen oder Portugiesischen ist aber unplausibel, weil sie den Vokal ü nicht erklärt.

Die genaue Entstehungsgeschichte ist aufgrund spärlicher schriftlicher Quellenlage vor dem 19. Jahrhundert nicht mit letzter Sicherheit aufzuklären. Fest steht jedoch, dass im 19. Jahrhundert der Ausdruck adjüs auch in Mecklenburg die wichtigste Abschiedsformel war. Ebenso ist er durch Klaus Groth für den Holsteiner Raum belegt (u. a. in Mien Jungsparadies).
Tschüs(s), adjüs, adiós, adeus und adieu haben alle den gleichen Ursprung: Das lateinische ad deum „zu Gott“.

### Rechtschreibung und Aussprache
Seit der Reform der deutschen Rechtschreibung von 1996 haben je nach Aussprache sowohl die Schreibweise tschüs als auch tschüss amtliche Geltung; die Duden-Redaktion differenziert in der 23. Auflage nach der Aussprache: tschüss bei kurzer Aussprache des Vokals, tschüs bei langer.
Tschüs(s) und atschüs(s)/adjüs können – je nach Kontext – sowohl mit langem ü als auch mit kurzem ü ausgesprochen werden. Dies gilt auch für die Form tschüssing, deren ss jedoch immer stimmlos ist.

### Verkleinerungsformen
Verkleinerungsformen wie tschüsschen kommen ebenfalls vor – vielleicht auch wegen der lautmalerischen Ähnlichkeit zu Küsschen – sowie in Jugendkreisen das tschüssi (siehe unten), tschö mit ö und vereinzelt sogar tschüssikowski, was der schleswig-holsteinische NDR-Moderator Wilken F. Dincklage (genannt „Willem“) in seinen Musiksendungen zeitweilig populär machte.

## Parallelformen im mittel- und oberdeutschen Sprachraum
Parallel zur Entstehung von tschüs dürfte sich das alemannische/schwäbische ade aus frz. adieu [aˈdjø] entwickelt haben.
Seit den 1980er-Jahren dringt das Wort tschüss in den schwäbischen Großdialektraum ein, doch wird das Fremdwort durch die übliche Verkleinerungsform (Anhängen des Diminutivsuffixes -le) zum Lehnwort tschüssle, oft auch in der Aussprache tschissle.
Das rheinische tschö wird stärker dialektal zum tschökes und in der etwas kindlich angehauchten i-Sprache zu tschüssi, das auch im thüringisch-sächsischen Raum verbreitet ist. In der Region Aachen existiert parallel die (eher dialektale) Form adië oder adiëda.
In Westfalen findet sich auch gelegentlich die Form tschüsskes oder tüsskes.
Im Moselfränkischen hingegen, d. h. im heutigen Luxemburg, ist adieu zu äddi mutiert.
In den alpinen Regionen Österreichs und den ländlichen Gebieten Bayerns konnten sich diese Ausdrücke bis vor kurzem nicht recht durchsetzen. Hier blieben die traditionellen Grußworte erhalten, also Grüß Gott und Pfiat di (Kurzform von Pfiat di God = „Behüt dich Gott“). Inzwischen nimmt aber der Gebrauch des Wortes ciao zu, einer Dialektform von italienisch schiavo [sˈkjaːvo], das, wie Servus, eigentlich „Diener“ oder „Sklave“ bedeutet. Ciao und auch das seltenere tschüs werden hier aber ausschließlich bei Freunden und guten Bekannten verwendet, mit denen man per Du ist. Dasselbe gilt in der Deutschschweiz.

## Statistik der Abschiedsgrüße
Statistisch ist gemäß einer Erhebung in Österreich 2019 die Verabschiedungsform "Tschüs" über alle Altersgruppen hinweg etwa doppelt so häufig in Gebrauch wie die Form "Auf Wiedersehen".

## Sonstiges
- Mediale Aufmerksamkeit erregte 2012 die Passauer Rektorin Petra Seibert, als sie ihre Schule zur „Hallo- und tschüss-freien Zone“ erklärte. Bereits sechs Jahre zuvor hatte ein Dialektpfleger an einem oberbayerischen Ort Verbotsschilder, die eine Tschüssfreie Zone ausweisen sollten, aufgestellt.[3]
- Ein von Heidi Kabel gesungenes Lied heißt „In Hamburg sagt man Tschüss“.
- In die tschechische Umgangssprache wurde Tschüs als Lehnwort in der Schreibweise čus [tʃus] übernommen.[4]